# Bouchoir
 Bouchoir  es una población y comuna francesa, en la región de Picardía, departamento de Somme, en el distrito de Montdidier y cantón de Rosières-en-Santerre.

## Demografía
| 293 | 295 | 195 | 201 | 222 | 226 |
| Para los censos de 1962 a 1999 la población legal corresponde a la población sin duplicidades (Fuente: INSEE [Consultar]) |     |     |     |     |     |